# Bol'šoj Gašun
Il Bol'šoj Gašun (in russo Большой Гашун?) è un fiume della Russia europea, affluente di sinistra del Sal. Scorre nell'oblast' di Rostov.
Il fiume scorre dapprima in direzione settentrionale, poi nord-occidentale; sfocia nel Sal a 400 km dalla foce. Ha una lunghezza di 161 km; l'area del suo bacino è di 3090 km². Il maggior affluente, proveniente dalla sinistra idrografica è il Malyj Gašun (lungo 90 km). Il fiume gela da dicembre fino a marzo.